# James Hilton
James Hilton (n. 9 septembrie 1900, Lancashire, Anglia, Regatul Unit al Marii Britanii și Irlandei – d. 20 decembrie 1954, Long Beach, California, SUA) a fost un romancier englez cunoscut în special pentru câteva best-seller-uri precum Orizont pierdut și Goodbye, Mr. Chips. Romanele Orizont pierdut și Adio, domnule Chips, ambele apărute în 1933, i-au adus celebritate autorului, făcându-l bogat.
El a scris și scenarii de film pentru Hollywood.

## Biografie și carieră
James Hilton s-a născut în anul 1900 în orașul Leigh din comitatul Lancashire (azi în Greater Manchester), în familia unui învățător. A absolvit cursurile de la Leys School din Cambridge (1918), apoi a urmat studii de literatură engleză la Christ's College din cadrul Universității Cambridge. În anul 1920, pe când era încă student, a debutat ca scriitor cu romanul Catherine Herself. Începând de atunci, el nu s-a gândit niciodată în mod serios să urmeze o carieră în afara lumii literare. În următorul deceniu a lucrat ca jurnalist mai întâi la Manchester Guardian, iar apoi, pentru un salariu săptămânal de câteva lire, a scris recenzii de carte pentru Daily Telegraph. Două romane apărute în 1933 i-au adus celebritatea și l-au făcut bogat: Orizont pierdut (publicat de editura Macmillan din Londra) și Adio, domnule Chips (publicat în 1933 sub formă de foileton ca supliment al ziarului British Weekly și apoi în 1934 în volum).
În iarna anului 1932-1933 James Hilton a început să se documenteze pentru scrierea romanului ce a fost intitulat Orizont pierdut. Tibetul, un teritoriu foarte puțin cunoscut la începutul secolului al XX-lea, a exercitat o mare atracție asupra scriitorului prin aura de mister care-l învăluia: „Locurile și popoarele necunoscute au exercitat o mare atracție pentru mine, iar Tibetul este unul dintre puținele locuri de pe pământ care este încă relativ inaccesibil”. Potrivit afirmațiilor sale ulterioare, Hilton a petrecut multe ore la sala de lectură a British Museum, citind descrierile călătoriilor în Tibet: „Îmi amintesc orele [pe care le-am petrecut] în biblioteci, citind povești și legende ale marilor călători misionari care au explorat întreaga Asie centrală cu câteva secole mai înainte”.
Într-un interviu publicat în 1936 în ziarul american New York Times, Hilton a declarat că a folosit „materialul tibetan” de la British Museum, în special memoriile de călătorie a doi preoți misionari francezi, Évariste Régis Huc și Joseph Gabet, pentru a se documenta cu privire la spiritualitatea budistă și la cultura tibetană în imaginarea tărâmului armonios Shangri-La. Huc și Gabet au călătorit de la Beijing la Lhasa în perioada 1844–1846 pe un traseu aflat la 250 km nord de provincia Yunnan. Relatarea călătoriei lor, publicată mai întâi în franceză în 1850, a fost tradusă în mai multe limbi străine și a fost publicată în mai multe ediții. O „traducere comprimată” populară a cărții a fost publicată în Anglia în 1928.

## Cărți publicate
- Catherine Herself, 1920
- Storm Passage, 1922
- The Passionate Year, 1924
- Dawn Of Reckoning (Rage in Heaven), 1925
- Meadows of the Moon, 1926
- Terry, 1927
- The Silver Flame (Three Loves Had Margaret), 1928
- Murder at School (titlu american: Was It Murder?), publicat sub pseudonimul Glen Trevor, 1931
- And Now Goodbye, 1931
- Contango (Ill Wind), 1932
- Knight Without Armour (Without Armor), 1933
- Lost Horizon (Orizont pierdut), 1933
- Goodbye, Mr. Chips (Adio, domnule Chips!), 1934
- We Are Not Alone, 1937
- To You, Mr Chips, 1938
- Random Harvest, 1941
- The Story of Dr. Wassell, 1944
- So Well Remembered, 1945
- Nothing So Strange, 1947
- Twilight of the Wise, 1949
- Morning Journey, 1951
- Time And Time Again, 1953

## Ecranizări ale scrierilor sale
Unele dintre romanele lui Hilton au fost ecranizate:
- Lost Horizon (1937, 1973)
- Knight Without Armour (1937)
- We Are Not Alone (1939) cu un scenariu scris de  Hilton
- Goodbye, Mr. Chips (1939, 1969, 1984, 2002)
- Random Harvest (1942), readaptat la radio în 1943
- The Story of Dr. Wassell (1944), cu Gary Cooper; inspirat din singura carte neficțională a lui Hilton
- So Well Remembered (1947), cu John Mills și narat de Hilton